# جسیکا لوکاس
جسیکا لوکاس (به انگلیسی: Jessica Lucas) (زاده ۲۴ سپتامبر ۱۹۸۵) بازیگر کانادایی است.
از فیلم‌های معروف او می‌توان به بازی در مامان گنده‌ها اشاره کرد.

## گزیده فیلم‌شناسی
- این دختر همان مرد است (۲۰۰۶)
- میثاق (۲۰۰۶)
- کلاورفیلد (۲۰۰۸)
- مامان بزرگ (۲۰۱۱)
- مرده شریر (۲۰۱۳)
- آن لحظه مزخرف (۲۰۱۴)
- پمپئی (۲۰۱۴)
- گاتهام